# ビールウェア
ビールウェア（英: Beerware） は、ライセンスの提示が保持されていることを前提として、ソースコードに対して何でもする権利を付与する、寛容な条件を備えたユーモラスなパーミッシブソフトウェアライセンスである。

## 解説
コードのユーザーがソフトウェアを有用だと判断した場合、作者と会う機会があれば「お返しに」ビールを買ってあげることが推奨されている。トリニティ・カレッジの Humanitarian-FOSS プロジェクトは、ビールウェアバージョン 42を、非常に寛容な「著作権のみ」の GPL 互換ライセンスとして認識した.。フリーソフトウェア財団によると、このライセンスは「informal」で自由な、非コピーレフト、GPL 互換のライセンスに分類されるが、より詳細なライセンスが推奨されている。
ポール・ヘニング・カンプは、BSD や GPL などの他のライセンスよりもビールウェアライセンスを優先すると述べているが、後者については「ジョーク」と表現している。Kamp 氏のライセンスの全文は次のとおりである。
```
/*
 * ----------------------------------------------------------------------------
 * "THE BEER-WARE LICENSE" (Revision 42):
 * <phk@FreeBSD.ORG> wrote this file.  As long as you retain this notice you
 * can do whatever you want with this stuff. If we meet some day, and you think
 * this stuff is worth it, you can buy me a beer in return.   Poul-Henning Kamp
 * ----------------------------------------------------------------------------
 */
```